# Tolpiodes discipuncta
Tolpiodes discipuncta är en fjärilsart som beskrevs av George Francis Hampson 1926. Tolpiodes discipuncta ingår i släktet Tolpiodes och familjen nattflyn. Inga underarter finns listade i Catalogue of Life.